# Willy Grondin
Wily Grondin (Saint-Denis (Réunion), 12 oktober 1974) is een voormalig Franse voetbaldoelman. Gedurende zijn loopbaan speelde hij voor FC Nantes, Le Mans UC, Valenciennes FC en Paris Saint-Germain.